# Łata murarska

1. ściana; 2. hak murarski; 3. łata murarska; 4. układana glazura

Łata murarska – długa listwa z poziomicą. Służy do wyznaczania linii startowej układanej glazury. Do przytwierdzania łaty do ściany służą haki murarskie. Łaty murarskie najczęściej są wykonywane z aluminium, o trapezowym przekroju poprzecznym.